# Les Musclés
Les Musclés est un groupe de musique français, formé en 1987 lors de la création du Club Dorothée, une émission pour la jeunesse diffusée sur TF1. Le groupe accompagnait, en tant qu'orchestre, l'animatrice Dorothée à la télévision et en concert. Les Musclés ont en outre enregistré leurs propres albums, comportant des chansons à succès comme La Fête au village ou La Merguez partie.
Les Musclés étaient également les protagonistes de deux sitcoms d'AB Productions : Salut les Musclés et La Croisière foll'amour. Deux membres du groupe sont décédés : René Morizur en 2009, et Claude Chamboissier alias Framboisier en 2015.

## Biographie

### Origines et débuts
Le groupe est formé par AB Productions, la société qui produit l'émission jeunesse de TF1 : Club Dorothée. Les Musclés étaient tous musiciens avant de fonder leur groupe.
Framboisier a notamment travaillé avec Fleetwood Mac, et sera en 1998 le producteur du groupe Matmatah et de Touré Kunda.
Éric a été guitariste et arrangeur pour Michel Sardou. Également guitariste pour Johnny Hallyday, il participe à l'orchestration et à l'arrangement d'une vingtaine de ses chansons. Il assure la direction musicale de son album Quelque part un aigle en 1982 et compose la musique du film Signes extérieurs de richesse en 1983.
René a été saxophoniste de Sylvie Vartan, Michel Sardou, Sheila, Herbert Léonard, Daniel Balavoine, Bill Deraime, Trust, Johnny Hallyday, Magma.
Rémy a étudié le violon au Conservatoire avant qu’un accident ne l'oblige à se tourner vers la basse. Il a accompagné Sheila, Gilbert Montagné, Alain Chamfort, Jacques Higelin, Rachid Bahri, Shake, Julie Pietri, Jeanne Mas, Percy Sledge, Charles Dumont, Ray Charles, Tshala Muana.
Bernard Minet alias "Minet"  a reçu en 1974 le premier prix de percussions au Conservatoire national, il a accompagné Sheila, Charles Aznavour, Alain Chamfort, Thierry Le Luron, Richard Clayderman.
Les Musclés accompagnent Dorothée en tant qu’orchestre dans l'émission du mercredi après-midi, dès sa création en 1987 et jusqu'en 1997,. Le Club Dorothée était à ses débuts sponsorisé par la boisson Fruité dont le slogan était « C'est plus musclé » ; les intermèdes musicaux étant réalisés par un groupe qui n'avait pas de nom, le nom des « Musclés » leur a finalement été attribué, tandis que les membres arboraient des t-shirts exhibant la marque « Fruité ».

### Succès et séparation
Tout en participant aux émissions de Dorothée, Les Musclés enregistrent plusieurs albums dont La Fête au village en 1989 et Vive la France en 1990, ainsi que de nombreux singles qui, aidés par la capacité de promotion de TF1, deviennent des tubes : La Fête au village vendu à 850 000 exemplaires (no 2 au Top 50 en 1989), Moi j’aime les filles (no 12 en 1989), Le Père Noël des Musclés (no 10 en 1990), La Merguez partie (no 25 en 1990), La Musclada (no 8 en 1991), etc. Le groupe totalise cinq disques d'or dans sa carrière, pour sept albums et 4 millions d'exemplaires vendus. Sur ces sept albums, trois ont pour titre Les Musclés. La quasi-totalité de leurs chansons sont écrites par leur producteur Jean-Luc Azoulay.
Le groupe Les Musclés accompagne Dorothée sur scène dans tous ses concerts à partir du Zénith 88 puis des années 1990, notamment à Bercy en 1990, 1992, 1993, 1994 et 1996. Ils auront aussi l'occasion de jouer seuls à l'Olympia en décembre 1989 et novembre 1990.
Parallèlement à leur carrière musicale, les membres des Musclés ont aussi joué leur propre rôle dans une sitcom diffusée dans le cadre du Club Dorothée : Salut les Musclés (1989—1994). En tout, 263 épisodes ont été tournés. Ils ont joué ensuite dans La Croisière foll'amour (1995—1997), série dérivée de Salut Les Musclés, composée de 159 épisodes et disposant d'un peu plus de décors. Le groupe ne survit pas à la fin du Club Dorothée, en 1997, et se sépare.

### Retours sporadiques
Début 2007, le groupe tente un retour avec la vidéo d'une chanson intitulée Nicolas et Ségolène, parodiant l'un des titres phares de Dorothée, Nicolas et Marjolaine. La chanson est l'œuvre des Musclés réunis pour l'occasion par Jean-Luc Azoulay (sauf Rémy qui ne souhaite pas participer à ce projet qu'il trouve trop loin de l'« esprit léger des Musclés d'origine »). Le clip met en scène Nicolas Sarkozy et Ségolène Royal (classé au top 22). Après la promotion active de Framboisier, René et Minet, l'effet « boule de neige » fonctionne, et Universal s'intéresse au projet : le single est commercialisé dès le 19 janvier 2007. Mais celui-ci se vend mal, tout comme la compilation The Retour sorti dans la foulée, qui regroupe leurs tubes des années Club Dorothée. Le CD est accompagné d'un DVD regroupant tous leurs clips ainsi que des karaokés ; la surprise devait venir d'un bêtisier inédit de La Croisière foll'amour, celui de Salut les Musclés ayant déjà été diffusé dans l'émission Le Super bêtisier des séries proposée par AB et présentée par Dorothée en 1994. Le 4 novembre 2007, Les Musclés sont invités avec Dorothée, Ariane, Jacky et Corbier dans l'émission Vivement dimanche de Michel Drucker.
Le 26 août 2009, René Morizur succombe d'une rupture d'anévrisme, à l'âge de 65 ans, après plusieurs jours d'hospitalisation à Brignoles, dans le Var, où il résidait depuis quelques années. Il repose à Brignoles. L'année suivante, les membres survivants accompagnent Dorothée lors de son retour sur scène à Bercy le 18 décembre 2010, lors du concert Bercy 2010, au cours duquel ils interprètent en duo avec la chanteuse le générique de Salut les Musclés ainsi qu'un pot-pourri de leurs plus grands succès. Un autre membre de la formation, Claude « Framboisier » Chamboissier, décède à l'âge de 64 ans le 4 janvier 2015 d'un cancer du pancréas dans un hôpital du sud de la France.

## Style musical et thèmes abordés
Les chansons des Musclés se rattachent à un style de variété humoristique, au service d'une thématique « vieille France » que l'on remarque notamment dans les prénoms évoqués dans les chansons (Ginette, Martine, Paulette) ainsi que dans certaines références : l'accordéon et le barbecue émaillent régulièrement les titres de la formation. Le groupe n'hésite toutefois pas à parodier les courants musicaux contemporains avec Le Rap des Musclés (qui tourne en dérision les revendications et le langage des rappeurs), La Pechno musique (qui confronte des Musclés très ruraux à la musique techno), la Lambada avec le décalé La Musclada, le rock avec Satisfaction, ou le reggae dans Tous rasta. Par ailleurs, l'air de La Musclada est tiré de La Petite Musique de nuit, de Mozart.
Le groupe s'est également paré d'un signe distinctif avec le caractéristique La la la la la hi hou hi hou d'Éric, sorte de yodel remodelé, qu'on retrouve sous forme de variantes dans de nombreux refrains, à la manière d'une rengaine. Ce yodel est très souvent présent dans les titres des Musclés (on le retrouve pas moins de 50 fois dans La Merguez partie, ainsi que 33 fois dans Le Rap des Musclés), voire jusque dans le titre d'une chanson (On va faire lalalaïtou ce soir).
Les thèmes abordés sont principalement les filles et la fête dans un univers rural. La quasi-totalité des chansons des Musclés sont écrites par le producteur Jean-Luc Azoulay. Plusieurs de leurs chansons se ressemblent, par exemple : La Fête de l'amour, La Bombe Atomique et La Fête des filles sont autant de variations de La Fête au village. Les Musclés ont également chanté six chansons de Noël, ayant toutes la même mélodie, avec des arrangements différents et des textes remaniés.
Bien que les chansons des Musclés soient principalement destinées au jeune public du Club Dorothée, le répertoire du groupe regorge d'allusions sexuelles plus ou moins bien cachées, notamment dans La Merguez partie, Son petit chat ou encore La Fête au village.

## Parodies et réponses aux critiques
Certaines chansons des Musclés parodient ou taquinent des personnalités plus ou moins proches de TF1 : Tu m'rappelles Germaine est une parodie de la chanson Je m'appelle Hélène, d'Hélène Rollès (également écrite par Jean-Luc Azoulay) ; Claire Chazal est une ode à la présentatrice chantée par Éric qui s'est mué en ténor pour l’occasion ; et sur Mathilda May, Les Musclés invitent l’actrice à venir boire un petit coup à la maison. La chanson La plaine Saint-Denis reprend l'air de Nashville Tennessee, interprété par Dorothée en 1994.
Jean-Luc Azoulay s'est également servi des Musclés pour répondre aux différentes critiques qui visent les programmes d'AB Productions. Les membres des Musclés n’étaient pas personnellement investis dans ces guerres intestines.
Dorothée a été pendant longtemps une cible privilégiée de personnalités qui, comme Antoine de Caunes (à l'époque co-animateur de Nulle part ailleurs, sur Canal +), se montraient extrêmement virulents au sujet de la qualité des programmes du Club Dorothée. L'hostilité d'Antoine de Caunes trouverait partiellement son origine dans l'animosité de sa mère, Jacqueline Joubert, à l'égard d'Azoulay[réf. nécessaire]. C'est en effet Jacqueline Joubert qui, en tant que directrice des programmes d’Antenne 2, a « lancé » Dorothée, Jacky et Corbier, des animateurs qui ont quitté la chaîne en mauvais termes avec elle à la suite de la proposition d’Azoulay de rejoindre TF1. Face à ces critiques sur la qualité des programmes de TF1, Azoulay a choisi de se servir du groupe des Musclés pour répondre à De Caunes sur le mode ad hominem, notamment avec la chanson Antoine Daicône.
Après avoir taclé les « intellos du Tout-Paris » dans la chanson Vive la France, les Musclés ont également interprété La Valse des..., une chanson particulièrement dissonante dans leur répertoire, qui n’est en fait qu'une réponse sévère de Jean-Luc Azoulay à la presse qui critiquait les programmes du Club Dorothée.
Jean-Luc Azoulay a également ciblé à plusieurs reprises les animateurs des programmes jeunesse d’Antenne 2. Après la série Marotte et Charlie, où figurent Jacky et Patrick déguisés en deux idiotes censées parodier Marie et Charlotte, les animateurs suivants, Éric et Noëlla, sont nommément visés dans une chanson de Noël interprétée par les Musclés.

## Membres
- Claude « Framboisier » Chamboissier — clavier, chant
- Minet — batterie, chœurs
- Rémy Sarrazin — basse
- Éric Bouad — guitare, yodel
- René Morizur — accordéon, saxophone, claviers

## Discographie

### Compilations
À noter qu'un titre inédit de 1997, Lolai, il attend que sa guitare sèche, dont un clip a été tourné, n'a jamais été édité sur aucun support jusqu'en 2015, où il paraît sur le coffret Génération Dorothée.

### Spectacles
- Zénith 88 : au Zénith de Paris du 26 novembre au 18 décembre 1988. Puis en tournée du 18 janvier au 3 avril 1989.
- Bercy 90 : à Paris-Bercy du 6 au 21 janvier 1990. Puis en tournée du 24 février au 7 avril 1990.
- Olympia'' : du 18 au 31 décembre 1989.
- Olympia : du 22 au 30 novembre 1990.
- Tournée 91 : Tournée en France du 31 mars au 21 avril 1991. Puis à La Réunion en mai 1991. (Première partie des concerts de Dorothée.)
- Chine 90 / Chine 91 : Tournées en Chine, en mai 1990 et mai 1991. (Première partie des concerts de Dorothée.)
- Bercy 92 : à Paris-Bercy du 18 janvier au 2 février 1992. Puis en tournée du 6 février au 23 juin 1992 dans 50 villes en France, en Belgique, en Suisse et dans les DOM-TOM.
- Bercy 93 : à Paris-Bercy du 2 au 6 janvier 1993, en tournée du 18 au 23 décembre 1992 et du 17 mars au 18 avril 1993 (France, La Réunion, île Maurice).
- Bercy 94 : à Paris-Bercy du 15 au 26 janvier 1994. Puis en tournée dans toute la France du 29 janvier au 30 mars 1994.
- DOM-TOM 94 : Tournée dans les DOM-TOM en novembre 1994.
- Zénith 96 : au Zénith de Paris du 13 au 17 janvier 1996.
- Bercy 96 : à Paris-Bercy du 4 au 15 décembre 1996.
- Bercy 2010 : à Paris-Bercy le 18 décembre 2010.

## Filmographie

### Séries télévisées
- Salut les Musclés (1989—1994 ; TF1)
- La Croisière foll'amour (1994—1997 ; TF1)

### Participations
- Le Noël des étoiles (Petite maman noël, Le père noël des musclés et Vive le vent), AB disques, 1995.
- Stars TV 2 (La Muscladance), AB Disques, 1995.